# Dieffenbachia paludicola
Dieffenbachia paludicola är en kallaväxtart som beskrevs av Nicholas Edward Brown och Henry Allan Gleason. Dieffenbachia paludicola ingår i släktet prickbladssläktet, och familjen kallaväxter. Inga underarter finns listade.